# Trinidad Cuartara
Trinidad Cuartara Cassinello (Almería, 1847-Almería, 1912) fue un arquitecto y urbanista español.

## Biografía

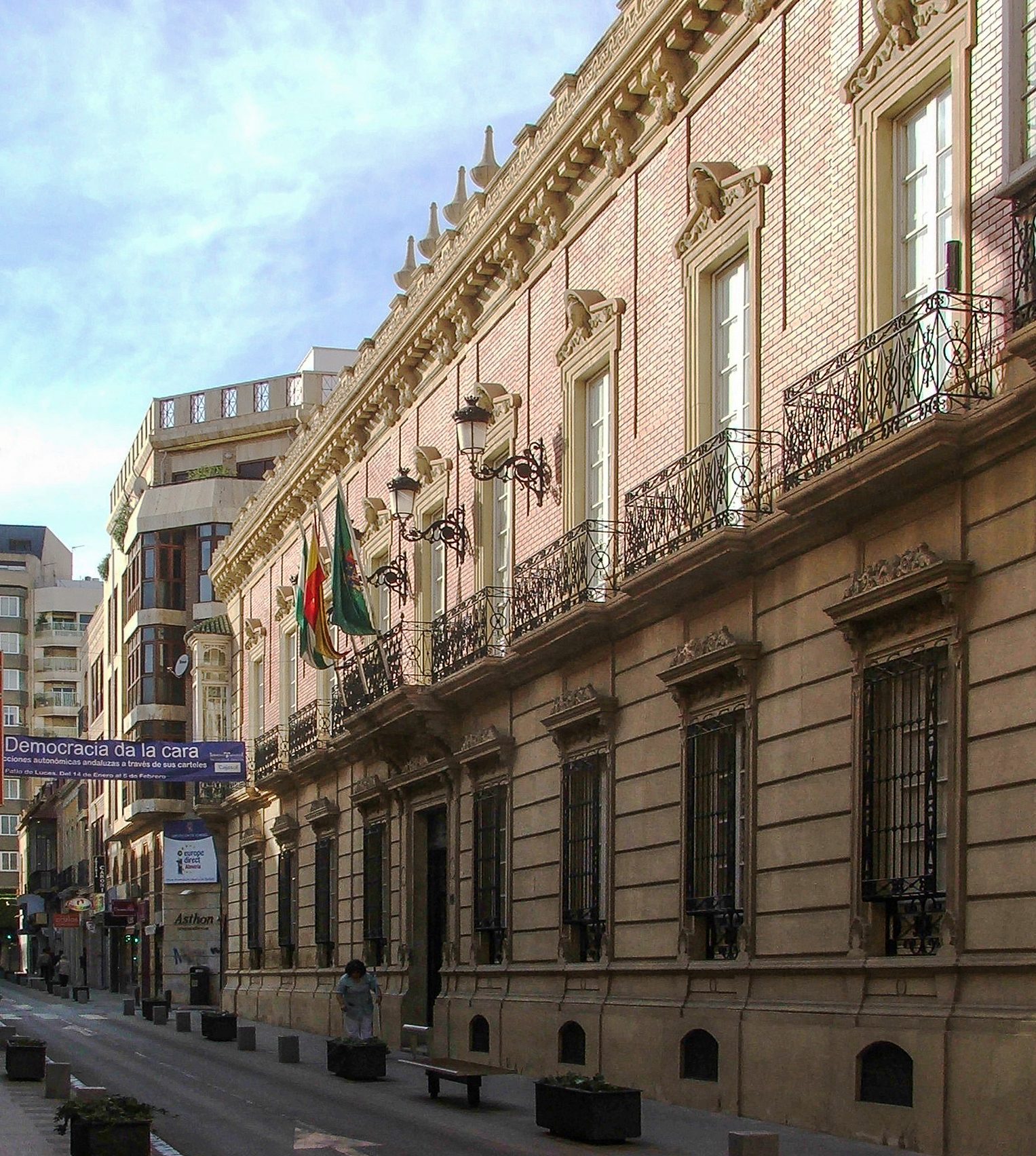
Edificio de la Diputación de Almería

Estudió arquitectura en Madrid y se convirtió en arquitecto municipal del Ayuntamiento de Almería, ciudad donde desarrolló toda su actividad profesional, colaborando en diversos trabajos con el arquitecto también almeriense Enrique López Rull.

## Urbanismo

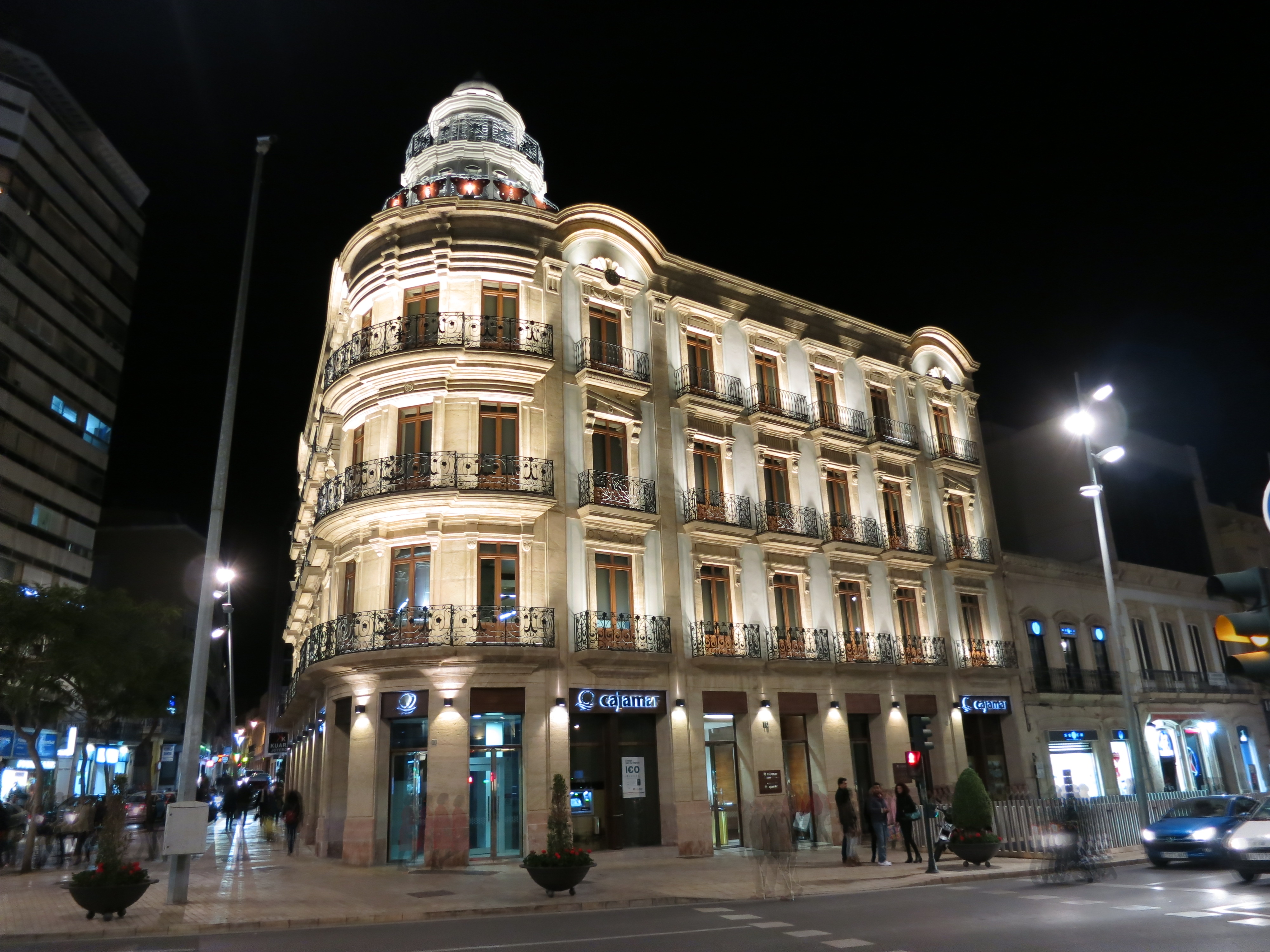
Casa de las Mariposas en Almería

Acometió la tarea de crear barrios de la capital almeriense como el del Hospital Provincial, el de la Catedral, el de Santo Domingo, o el de La Caridad (1891), además de ampliar y reestructurar el barrio de Poniente y la calle de la Almedina. 
Fue artífice también de la prolongación del actual paseo de Almería y de la calle Gerona, así como del encauzamiento de la actual Rambla Obispo Orberá, desbordada durante las inundaciones de 1871 y 1888. En general, es responsable del ensanche de la ciudad hacia el este, más allá de la línea marcada por el perímetro de las murallas árabes, desaparecidas a mediados del siglo XIX y de la concepción moderna de la capital almeriense, reflexionando sobre cuestiones como la conexión de la misma al ferrocarril.

## Arquitectura y arqueología
Como arquitecto, destacaron sus diseños de viviendas burguesas de estilo clasicista, entre las que cabe destacar los edificios de la Puerta de Purchena: el n.º 6, de 1890 y la Casa de las Mariposas, de 1905. Fue responsable de algunos de los edificios más característicos de la capital, como el actual edificio del ayuntamiento de Almería, en la Plaza Vieja, cuyas obras se iniciaron en 1893, acometiéndose la fachada más adelante. También es autor del proyecto del Mercado Central, un excelente ejemplo de arquitectura de hierro y cristal del siglo XIX, de ese mismo año, 1893, y que fue catalogado como Bien de Interés Cultural. 
Con el también arquitecto almeriense López Rull realizará el Palacio Episcopal de Almería, entre 1893 y 1899, aunque inaugurado en 1896; y la plaza de toros de Almería, del año 1887.
Más adelante, firmará otra obra representativa de la arquitectura almeriense de principios del siglo XX, el actualmente llamado Edificio Banesto, de 1907, situado en el paseo de Almería e incluido en el Catálogo General del Patrimonio Histórico Andaluz. Partiendo del modelo francés y del palacete urbano madrileño, Cuartara diseña un edificio monumental de corte historicista y neorrenacentista, que deja entrever el gusto por la tradición clásica y el academicismo galo. Este edificio supondrá la ruptura del arquitecto con su obra anterior, si bien ciertos rasgos del mismo puedan situarlo todavía dentro del eclecticismo.
Asimismo, mostró gran interés por los restos arqueológicos romanos y de otras civilizaciones aparecidos durante los trabajos que dirigió.

## Enlaces
- Trinidad Cuartara en Los Cien Almerienses del siglo XX Archivado el 20 de febrero de 2009 en Wayback Machine., en el diario Ideal.
- Artículo sobre el Mercado Central de Almería en Ideal.
- Artículo sobre el edificio del ayuntamiento de Almería en la Plaza Vieja, en Bitácora Almendrón.

- Datos: Q6152727
- Multimedia: Trinidad Cuartara / Q6152727